# Tsin Ting
Tsin Ting (caratteri cinesi: 静婷; pinyin: Jìng Tíng; Sichuan, 1934 – Taipei, 20 ottobre 2022) è stata una cantante, attrice e doppiatrice taiwanese, probabilmente meglio conosciuta come la Marni Nixon del cinema di Hong Kong.

## Biografia
Nel 1949, Tsin Ting si trasferì ad Hong Kong insieme al fratello dopo che la Cina fu presa dal Partito Comunista Cinese. Solo quando il fratello si trasferì a Taiwan, la giovane Ting fu lasciata a sopravvivere da sola, ed iniziò quindi a cantare nei night club locali, finché nel 1953 non registrò la prima canzone in cantonese su un 78 giri, One Day When We Were Young.
Nel 1954, fece un'audizione per l'etichetta discografica EMI Pathé, ma il compositore Yao Min che presiedeva le audizioni la rifiutò, adducendo come cause la scarsa energia e forza della sua voce. Le fu offerto, tuttavia, un posto nel coro. Nel 1956 fu notata, però, dal capo esecutivo Miriam Wang, che le offrì un contratto e le fece registrare la prima canzone per lo Studio Shaw, contenuta nel film Narcissus in cui Ting doppiò anche l'attrice Shih Ying. Grazie al suo talento autodidatta nel leggere la musica, molti studi cinematografici iniziarono a richiederla come doppiatrice musicale nei loro film.
Durante una sessione di registrazione, il regista Li Han-hsiang (Li Hanxiang) la sentì casualmente doppiare una canzone per l'artista Yu Suqiu, nel film dello Studio Shaw Lady in Distress (1957). La chiamò quindi a doppiare la star cinematografica Lin Dai nel film Diau Charn, che ottenne grande successo in tutto il sudest asiatico e vinse diversi premi all'Asian Film Festival. Ancora una volta, Ting doppiò Lin Dai nel film successivo di Li, The Kingdom And The Beauty.
Tsin Ting doppiò, tra gli anni '50 e i '60, diversi film dell'Opera Huangmei prodotti dallo Studio Shaw. Da ricordare in particolare è The Love Eterne (1963), nel quale ha doppiato l'attrice protagonista Betty Loh Ti (Le Di) nel ruolo di Zhu Yingtai. Nel 1970, la cantante lasciò lo Studio Shaw per concentrarsi sulla carriera di cantante, e continuò quindi a registrare album per la EMI durante gli anni '70, per la Wing Hung negli anni '80 e per la PolyGram negli anni '90.
Nel 2000, Tsin Ting tenne un concerto sold-out all'Hong Kong Coliseum insieme ai colleghi Liu Yun, Tsui Ping e Wu Yingyin; due anni più tardi ripeté lo show con Liu, Wu e Billie Tam. Nel 2006 partecipò come ospite ad un concerto di Donald Cheung edito in DVD, nel quale canta un classico shidaiqu di Bai Guang ed un duetto con lo stesso Cheung.

## Filmografia parziale
La filmografia è limitata ai film dello Studio Shaw (Hong Kong).

### Film dell'Opera Huangmei
- Diau Charn - 1958
- The Kingdom and the Beauty - 1959
- Return of the Phoenix -1962
- The Story of Sue San - 1962
- The Adulteress - 1962
- The Love Eterne - 1963
- Three Sinners - 1962
- The Amorous Lotus Pan - 1963
- The Comedy of Mismatches - 1963
- The Female Prince - 1963
- The Butterfly Chalice - 1963
- A Maid From Heaven - 1963
- The Lotus Lamp - 1963
- Beyond the Great Wall - 1964
- The Mermaid - 1964
- The West Chamber - 1964
- The Midnight Murder -1964
- The Perfumed Arrow - 1966
- The Pearl Phoenix - 1967
- Forever and Ever - 1968
- The Mirror and the Lichee - 1968
- The Three Smiles - 1969

### Film contemporanei
- The Magic Touch
- The Shepherd Girl
- Till the End of Time
- Song of Tomorrow
- Pink Tears
- 4 Sisters
- Poison Rose
- Swan Song
- Angel With the Iron Fists
- Hong Kong Nocturne
- Hong Kong Rhapsody
- The Dancing Millionairess
- Songfest
- My Dreamboat
- Moonlight Serenade
- Susanna
- The Warlord and the Actress
- The Millionaire Chase
- The Blue & Black